# Roman Staněk
ifj. Roman Staněk (2004. február 25. –) cseh autóversenyző, a 2019-es ADAC Formula–4 bajnokság Év újonca.

## Pályafutása

### Gokart
Staněk 2014-ben kezdett el nemzetközi szinten gokartozni, a 60 MINI kategóriában versenyzett 2016-ig. A következő évben feljebb lépett az OK Junior kategóriába, 2018-ban részt vett a Gokart Világbajnokságban.

### Alacsonyabb kategóriák
2019-ben debütált Formula-autóban, az Arab Formula–4-es bajnokságban vendégversenyzőként vett részt a Dragon Racing csapatával.
A szezon további részében az ADAC Formula–4 és az Olasz Formula–4-bajnokságban versenyzett, mindkét szériában a Sauber által támogatott US Racing-CHRS csapatban. Három győzelmet és kilenc dobogót szerzett a két szériában összesen.

### Formula–3
Staněk a tervek szerint a 2020-as Formula Regionális Európa-bajnokságban szerepelt volna a Prema Powerteamnél, azonban később az FIA Formula–3 bajnokságban szereplő Charouz Racing Systemtől kapott ajánlatot, ahol Niko Kari helyét vette át a szezonkezdet előtt és ezzel a széria történetének legfiatalabb versenyzője lett 16 évesen.
Mivel nem vett részt egy szezon előtti teszten sem, így szezon közben kellett megismernie autóját. Az egyetlen pontszerzését az utolsó előtti fordulóban, Monzában érte el.
A 2021-es kiírásra a Hitech Grand Prix csapatához csatlakozott, mellette a Formula–3 Ázsia-bajnokságban szerepelt. Az F3-ban 16., míg az ázsiai bajnokságban 10. helyen végzett. Az Euroformula Openben is versenyzett egy hétvégét, itt egy győzelmet és egy második helyet gyűjtött.
2022-ben az előző évi konstruktőri bajnok Trident csapatához igazolt. Csapattársai Jonny Edgar és Zane Maloney lettek. A második versenyen Imolában megnyerte első versenyét a kategóriában, megelőzve Jak Crawfordot és Isack Hadjart. A következő fordulóban, Barcelonában megszerezte a pole-pozíciót, és második lett a fő versenyben Victor Martins mögött. Spa-Francorchampsban állt legközelebb dobogóra, ahol Oliver Bearman mögött a második helyen végzett. Harmadik szezonját az 5. helyen zárta, 117 ponttal. Az év végére ő lett a legtöbb futamon résztvevő versenyző az FIA Formula–3 történetében.

### Formula–2

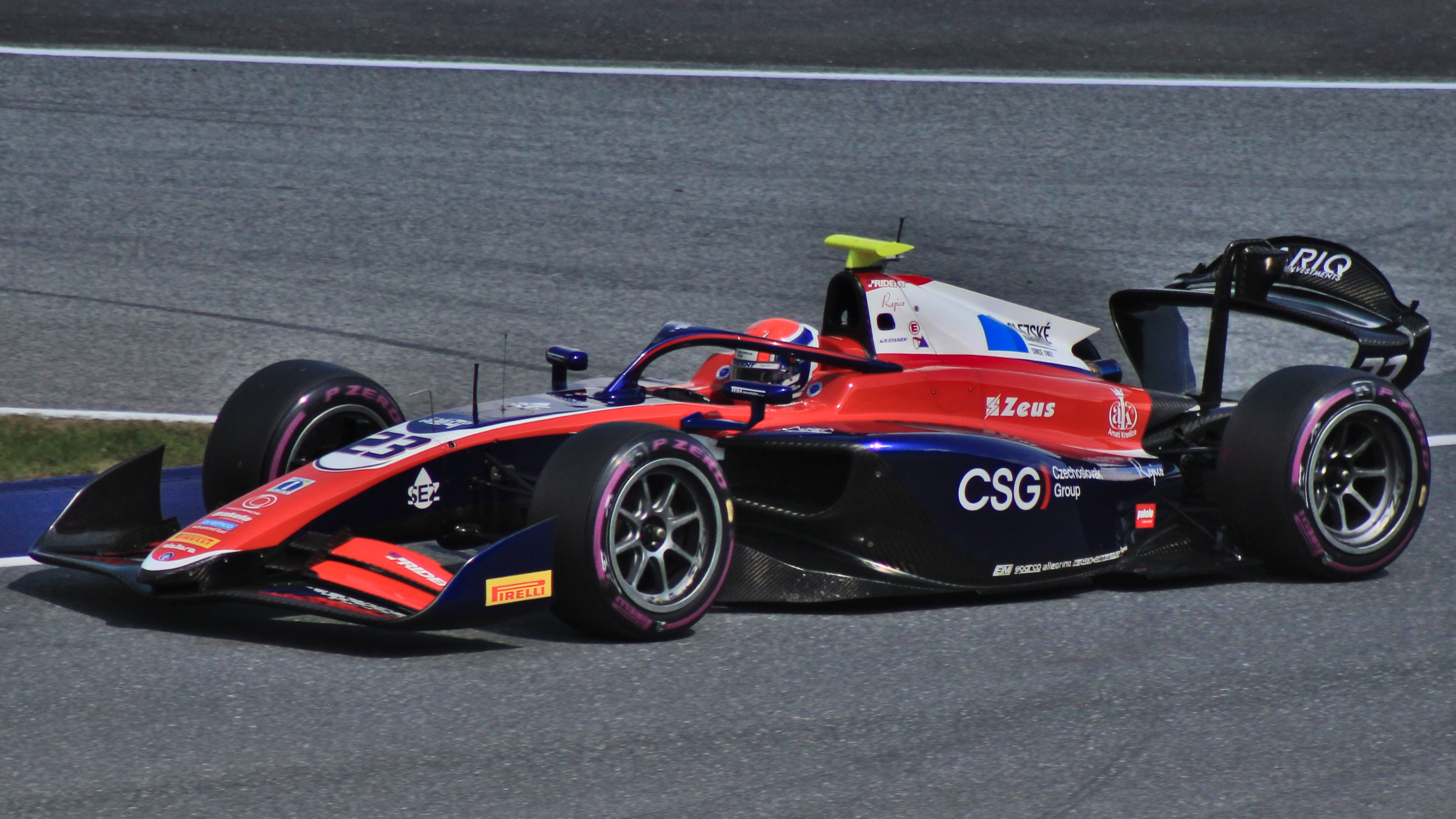
Staněk a 2024-es osztrák nagydíjon.

A 2022-es FIA Formula–2 bajnokság szezon utáni teszten részt vehetett a Tridenttel. 2023. január 11-én bejelentették, hogy a francia Clément Novalakkal együtt teljes évet futnak 2023-ban. A legjobb pillanata az idényben az volt, amikor a monacói utcai pályán a 22. helyről a 7. helyre jött fel a fő versenyen. Mindössze a 18. helyen végzett a tabellán, 15 ponttal.
Indult a 2023-as makaói nagydíjon az olasz alakulattal, amelyen a 12. helyen végzett.
A pénzügyi bizonytalanság után Staněk végül új szponzort talált a Csehszlovák Csoport (CSG) személyében és 2024-ben a Trident megtartotta Richard Verschoor partnerként. Első győzelmét a harmadik fordulóban érte el Melbourne-ben, miután Isack Hadjart megbüntették. A monzai fordulót követően végül bejelentette, hogy a költségvetés hiánya miatt idő előtt befejezi a szezont. Helyét az F3-ból érkező, Christian Mansell vette át.
Annak ellenére, hogy 2024-ben kihagyta az utolsó három fordulót, Staněk 2025-ben visszatért a szériába az Invicta Racing csapatában, partnere a 2024-es FIA Formula–3 bajnoka, Leonardo Fornaroli lett.

### Formula–1
2019-ben a Sauber Junior Team tagja lett.

## Eredményei

### Gokart
| Szezon | Bajnokság                            | Csapat                    | Helyezés |
| ------ | ------------------------------------ | ------------------------- | -------- |
| 2015   | WSK Champions Cup — 60 Mini          | STANEK ROMAN              | 24.      |
| 2015   | WSK Gold Cup — 60 Mini               | STANEK ROMAN              | 27.      |
| 2015   | WSK Super Master Series — 60 Mini    | STANEK ROMAN              | 36.      |
| 2015   | WSK Night Edition — 60 Mini          | STANEK ROMAN              | 15.      |
| 2016   | South Garda Winter Cup — Mini ROK    |                           | 3.       |
| 2016   | Trofeo Andrea Margutti — 60 Mini     |                           | 23.      |
| 2016   | WSK Super Master Series — 60 Mini    | Giugliano Kart            | 6.       |
| 2016   | WSK Final Cup — 60 Mini              | HKC-1                     | 22.      |
| 2017   | WSK Champions Cup — OKJ              | Kosmic Racing Departement | NC       |
| 2017   | South Garda Winter Cup — OKJ         |                           | 10.      |
| 2017   | SKUSA SuperNationals — X30 Junior    | Rolison Performance Group | 46.      |
| 2017   | German Karting Championship — Junior |                           | 15.      |
| 2017   | WSK Super Master Series — OKJ        | Kosmic Racing Departement | 36.      |
| 2017   | CIK-FIA European Championship — OKJ  | Kosmic Racing Departement | 17.      |
| 2017   | CIK-FIA World Championship — OKJ     | Kosmic Racing Departement | 44.      |
| 2017   | WSK Final Cup — OKJ                  | Kosmic Racing Departement | 1.       |
| 2018   | WSK Champions Cup — OK               | Kosmic Racing Departement | 10.      |
| 2018   | South Garda Winter Cup — OK          | Kosmic Racing Departement | 18.      |
| 2018   | WSK Super Master Series — OK         | Kosmic Racing Departement | 10.      |
| 2018   | WSK Open Cup — OK                    | Kosmic Racing Departement | 9.       |
| 2018   | CIK-FIA European Championship — OK   | Kosmic Racing Departement | 7.       |
| 2018   | CIK-FIA World Championship — OK      | Kosmic Racing Departement | 26.      |
| 2018   | WSK Final Cup — OK                   | Kosmic Racing Departement | 8.       |

### Karrier összefoglaló
| Szezon | Bajnokság                   | Csapat                | Verseny | Győzelem | Pole | Leggyorsabb kör | Dobogós helyezés | Pont | Helyezés |
| ------ | --------------------------- | --------------------- | ------- | -------- | ---- | --------------- | ---------------- | ---- | -------- |
| 2019   | Arab Formula–4-bajnokság    | Dragon Racing         | 4       | 0        | 0    | 0               | 0                | 0    | HN†      |
| 2019   | ADAC Formula–4-bajnokság    | US Racing-CHRS        | 20      | 2        | 0    | 2               | 5                | 165  | 4.       |
| 2019   | Olasz Formula–4-bajnokság   | US Racing-CHRS        | 18      | 1        | 6    | 1               | 4                | 144  | 5.       |
| 2020   | Formula–3                   | Charouz Racing System | 18      | 0        | 0    | 0               | 0                | 3    | 21.      |
| 2020   | Formula Renault Európa-kupa | MP Motorsport         | 2       | 0        | 0    | 0               | 0                | 2    | 18.      |
| 2021   | Formula–3                   | Hitech Grand Prix     | 20      | 0        | 0    | 0               | 2                | 29   | 16.      |
| 2021   | Formula–3 Ázsia-bajnokság   | Hitech Grand Prix     | 15      | 0        | 0    | 0               | 0                | 60   | 10.      |
| 2021   | Euroformula Open            | Team Motopark         | 3       | 1        | 0    | 0               | 2                | 55   | 12.      |
| 2022   | Formula–3                   | Trident               | 18      | 1        | 1    | 2               | 4                | 117  | 5.       |
| 2023   | Formula–2                   | Trident               | 26      | 0        | 0    | 0               | 0                | 15   | 18.      |
| 2023   | Makaói nagydíj              | Trident               | 1       | 0        | 0    | 0               | 0                | —    | 12.      |
| 2024   | Formula–2                   | Trident               | 22      | 1        | 0    | 0               | 1                | 14   | 22.      |
| 2025   | Formula–2                   | Invicta Racing        | 19      | 1        | 1    | 0               | 4                | 77*  | 8.*      |

* A szezon jelenleg is zajlik.
† Mivel Staněk vendégpilóta volt, ezért nem részesült bajnoki pontokban.

### Teljes Euroformula Open eredménysorozata
(Táblázat értelmezése)

(Félkövér: pole-pozícióból indult; dőlt: leggyorsabb kört futott) 

| Év   | Csapat        | 1     | 2     | 3     | 4     | 5     | 6     | 7     | 8     | 9     | 10    | 11    | 12    | 13      | 14      | 15      | 16    | 17    | 18    | 19    | 20    | 21    | 22    | 23    | 24    | Helyezés | Pont |
| ---- | ------------- | ----- | ----- | ----- | ----- | ----- | ----- | ----- | ----- | ----- | ----- | ----- | ----- | ------- | ------- | ------- | ----- | ----- | ----- | ----- | ----- | ----- | ----- | ----- | ----- | -------- | ---- |
| 2021 | Team Motopark | POR 1 | POR 2 | POR 3 | LEC 1 | LEC 2 | LEC 3 | SPA 1 | SPA 2 | SPA 3 | HUN 1 | HUN 2 | HUN 3 | IMO 1 4 | IMO 2 1 | IMO 3 2 | RBR 1 | RBR 2 | RBR 3 | MNZ 1 | MNZ 2 | MNZ 3 | CAT 1 | CAT 2 | CAT 3 | 12.      | 55   |

### Teljes FIA Formula–3-as eredménysorozata
(Táblázat értelmezése)

(Félkövér: pole-pozícióból indult; dőlt: leggyorsabb kört futott) 

| Év   | Csapat                | 1           | 2           | 3           | 4           | 5          | 6          | 7           | 8           | 9           | 10          | 11         | 12         | 13         | 14         | 15         | 16         | 17          | 18         | 19         | 20        | 21         | Helyezés | Pont |
| ---- | --------------------- | ----------- | ----------- | ----------- | ----------- | ---------- | ---------- | ----------- | ----------- | ----------- | ----------- | ---------- | ---------- | ---------- | ---------- | ---------- | ---------- | ----------- | ---------- | ---------- | --------- | ---------- | -------- | ---- |
| 2020 | Charouz Racing System | AUT1 FEA 17 | AUT1 SPR 23 | AUT2 FEA 17 | AUT2 SPR 24 | HUN FEA 23 | HUN SPR 20 | GBR1 FEA 17 | GBR1 SPR 18 | GBR2 FEA 22 | GBR2 SPR 15 | ESP FEA 22 | ESP SPR 19 | BEL FEA 24 | BEL SPR 18 | ITA FEA 11 | ITA SPR 8  | MUG FEA 26† | MUG SPR 18 |            |           |            | 21.      | 3    |
| 2021 | Hitech Grand Prix     | ESP SP1 16  | ESP SP2 12  | ESP FEA 10  | FRA SP1 26  | FRA SP2 19 | FRA FEA 15 | AUT SP1 11  | AUT SP2 4   | AUT FEA 12  | HUN SP1 11  | HUN SP2 3  | HUN FEA 23 | BEL SP1 3  | BEL SP2 13 | BEL FEA 15 | NED SP1 27 | NED SP2 15  | NED FEA 13 | RUS SP1 13 | RUS SP2 T | RUS FEA 26 | 16.      | 29   |
| 2022 | Trident               | BHR SPR 24  | BHR FEA 22  | IMO SPR 4   | IMO FEA 1   | ESP SPR 8  | ESP FEA 2  | GBR SPR 6   | GBR FEA Ki  | AUT SPR 5   | AUT FEA 11  | HUN SPR 9  | HUN FEA 12 | BEL SPR 2  | BEL FEA 2  | NED SPR 10 | NED FEA 4  | ITA SPR 12  | ITA FEA 6  |            |           |            | 5.       | 117  |

† A versenyt nem fejezte be, de helyezését értékelték, mert a versenytáv több, mint 90%-át teljesítette.

### Teljes FIA Formula–2-es eredménysorozata
(Táblázat értelmezése)

(Félkövér: pole-pozícióból indult; dőlt: leggyorsabb kört futott) 

| Év   | Csapat         | 1          | 2          | 3           | 4          | 5          | 6          | 7          | 8          | 9          | 10         | 11         | 12         | 13         | 14         | 15         | 16         | 17         | 18         | 19         | 20         | 21         | 22         | 23        | 24         | 25         | 26         | 27      | 28      | Helyezés | Pont |
| ---- | -------------- | ---------- | ---------- | ----------- | ---------- | ---------- | ---------- | ---------- | ---------- | ---------- | ---------- | ---------- | ---------- | ---------- | ---------- | ---------- | ---------- | ---------- | ---------- | ---------- | ---------- | ---------- | ---------- | --------- | ---------- | ---------- | ---------- | ------- | ------- | -------- | ---- |
| 2023 | Trident        | BHR SPR 13 | BHR FEA Ki | KSA SPR 17  | KSA FEA 14 | AUS SPR 16 | AUS FEA 14 | AZE SPR 8  | AZE FEA 17 | MON SPR 12 | MON FEA 7  | ESP SPR 13 | ESP FEA 12 | AUT SPR 5  | AUT FEA Ki | GBR SPR 15 | GBR FEA Ki | HUN SPR 16 | HUN FEA 14 | BEL SPR 15 | BEL FEA 9  | NED SPR 14 | NED FEA 11 | ITA SPR 8 | ITA FEA 10 | UAE SPR 11 | UAE FEA 12 |         |         | 18.      | 15   |
| 2024 | Trident        | BHR SPR Ki | BHR FEA 13 | KSA SPR Kiz | KSA FEA Ki | AUS SPR 1  | AUS FEA 15 | IMO SPR Ki | IMO FEA 18 | MON SPR 6  | MON FEA 16 | ESP SPR 22 | ESP FEA 17 | AUT SPR 21 | AUT FEA 18 | GBR SPR 8  | GBR FEA 18 | HUN SPR 15 | HUN FEA 11 | BEL SPR 20 | BEL FEA 14 | ITA SPR 15 | ITA FEA 17 | AZE SPR   | AZE FEA    | QAT SPR    | QAT FEA    | UAE SPR | UAE FEA | 22.      | 14   |
| 2025 | Invicta Racing | AUS SPR 5  | AUS FEA T  | BHR SPR 15  | BHR FEA 17 | KSA SPR 5  | KSA FEA 12 | IMO SPR 8  | IMO FEA 17 | MON SPR 11 | MON FEA 7  | ESP SPR 17 | ESP FEA 11 | AUT SPR 3  | AUT FEA 8  | GBR SPR 3  | GBR FEA Ki | BEL SPR 6  | BEL FEA 1  | HUN SPR 13 | HUN FEA 2  | ITA SPR    | ITA FEA    | AZE SPR   | AZE FEA    | QAT SPR    | QAT FEA    | UAE SPR | UAE FEA | 8.*      | 77*  |

* A szezon jelenleg is zajlik.
† A versenyt nem fejezte be, de helyezését értékelték, mert a versenytáv több, mint 90%-át teljesítette.